# Валериана русская
Валериана русская (лат. Valeriana rossica) — травянистое многолетнее лекарственное растение, вид растений рода Валерианы (Valeriana) подсемейства Валериановых (Valerianaceae). Цветёт в мае—июне или июне—июле. Плоды — семянки. Цветки белые, розовые, лиловатые. Распространён в Восточной Европе и Сибири. Занесён в Красные книги Курской, Брянской, Пензенской, Самарской, Саратовской и Ульяновской областей.

## Описание
Лекарственное, медоносное травянистое многолетнее растение. Гемикриптофит. От близкого вида Valeriana officinalis L. отличается толстыми корнями, узколанцетными цельнокрайными листочками, плодами, с обеих сторон опушенными длинными густыми волосками. Высота — 45—80 см, 70—160 см или 100—110 см. Цветёт в мае—июне или июне—июле. Стебли высотой 30—85 см; одиночные, грубобороздчато-ребристые, желтовато-зелёные, редко красновато-зелёные; снизу покрыты мелкими волосками до 0,05—0,1 мм длиной. Листья лировидно-перисторассечённые и перисторассечённые: прикорневые цельные либо имеют 1—6 пар сегментов, стеблевые — 5—12 пар ланцетных, линейно-ланцетных, линейных и цельнокрайных сегментов, с единичными зубцами очень редко. Самые нижние листья очень редко цельные, имеют 1—4 пар сегментов. Соцветие щитковидно-метельчатое, щитковидное, нередко встречается ветвистое и щитковидно-метельчатое; при плодоношении более рыхлое; с 3—4 парами ветвей. Прицветнички реснитчатые, яйцевидно-ланцетные. Цветки белые, розовые, лиловатые; длина — 3,5—5 мм или 4—6 мм. Размножается семенами. Плоды — семянки 2,2—3,5 мм в длину; созревают в июле—августе.

## Ареал
Распространён в Европе (Восточной Европе) и Сибири. В России в лесостепных районах европейской части, на юго-востоке Западной Сибири и на юго-западе Восточной Сибири. В Брянской области в 5 районах: Комаричском, Навлинском, Погарском, Севском и Трубчевском. В Курской области спорадически распространён в Горшеченском, Золотухинском, Касторенском, Курском, Мантуровском, Медвенском, Октябрьском, Поныровском, Рыльском, Солнцевском, Фатежском и Щигровском районах. В Пензенской области в Беднодемьяновском, Белинском, Бессоновском, Каменском, Колышлейском, Лунинском, Мокшанском, Наровчатском, Неверкинском, Нижнеломовском, Никольском, Пензенском, Сердобском и Тамалинском районах. В Самарской области в Самарской Луке и Исаклинском, Кинельском, Похвистневском и Сергиевском районах. В Саратовской области в Аркадакском, Базарно-Карабулакском, Лысогорском, Петровском и Романовском районах. В Ульяновской области в Николаевском, Радищевском, Майнском, Ульяновском, Карсунском и Новоспасском районах. Помимо этого отмечается в Воронежской, Калужской, Липецкой, Московской, Нижегородской, Орловской, Рязанской, Тамбовской и Тульской областях.
Обитает в степях, на остепнённых склонах балок и речных долин, на опушках сосновых и широколиственных лесов, в зарослях кустарников, на суходольных лугах, на меловых склонах.

## Синонимы
Согласно данным GBIF на сентябрь 2024 года в синонимику вида Valeriana rossica P.A.Smirn. (1935). In: Animadvers. Syst. Herb. Univ. Tomsk., Nos. 1-2, P. 12. входят следующие названия:
- = Valeriana capillosa Kreyer
- ≡ Valeriana dubia subsp. rossica (P.A.Smirn.) Vorosch.
- = Valeriana pseudodubia  Sumnev.
- = Valeriana spryginii  P.A.Smirn.
- = Valeriana spryginii  Sumner
- = Valeriana sumneviczii  Vorosch.